# 張邦傑
張邦傑（1897年2月19日—1964年6月21日），本名張錫鈴，是一位出身臺灣高雄旗後的政治運動者。親近CC派。

## 生平
張邦傑出生於福建省惠安縣秀塗村；他是家中第三出生的男孩。後來，他遷居日治臺灣，並長期居住於高雄旗後等地。
1921年，張邦傑畢業於早稻田大學，並先後參加於臺灣文化協會及臺灣民眾黨。1928年，他前往上海，又隨後移居福建。
1943年，他擔任臺灣革命同盟會及臺灣革命黨等組織之主席，並於終戰後返回臺灣，在臺灣省行政長官公署任職參議等職位；但是，他隨後因得罪行政長官陳儀而離開臺灣。二二八事件軍隊抵臺鎮壓前夕，他曾嘗試聯絡挽救許多臺灣人士。在上海時，他曾參與將臺灣民眾協會改組為臺灣省政治建設協會，並藉之為臺灣事務同楊肇嘉等人向國民政府高層請願。

## 家庭
張邦傑與陳惠閔（東京女子醫科大學藥學士，齒科醫師陳增全的長女）在1945年12月25日結婚於臺北蓬萊閣，並在婚後育有子女。

## 流行文化

### 小說
- 《朝顏時光》（米果，2008年）[15][16][17]

## 家族人士
- 張錫琪（堂兄）
- 葉乃裳
- 黃朝生

## 延伸阅读
[在维基数据编辑]
 在维基共享资源阅览影像

## 外部連結
- 鼓浪嶼人家的Facebook專頁